# 长春发展农商银行
长春发展农商银行，是一家位于中国吉林省长春市的农村商业银行。

## 历史
长春发展农商银行前身是始建于1988年的长春市环城农村信用合作联社（长春市环城联社），2013年5月长春发展农商银行筹建工作正式启动，2013年12月27日中国银监会批复同意筹建，2014年1月14日吉林银监局批准开业。2014年1月20日正式开业。

## 网点分布
员工近千人，长春市区和周边乡镇基层营业网点58个，其中：城区网点40个，农村网点18个。

## 经营规模
2014年初，资产总额181亿元，负债总额170亿元，年盈利能力达3.5亿元。2017年营业收入13.9亿元，净利润3.96亿元。
2019年，资产总额411.40亿元，总资本38.03亿元，不良贷款余额6.57亿元，净营业收入9.36亿元，拨备前利润3.91亿元，净利润2.65亿元，净息差2.16亿元，不良贷款拨备覆盖率159.42%，资本充足率13.60%
2025年7月18日，国家金融监督管理总局公布批复显示，同意在吉林农信及其成员机构基础上筹建吉林农村商业银行，本行预计也将并入内。